# Salgóvár
Salgóvár a Börzsönyben, Perőcsény községétől másfél órányi járásra emelkedő 730 méter magas sziklacsúcson helyezkedik el. Nem tévesztendő össze a Nógrád vármegyében található Salgó várával.

## Története

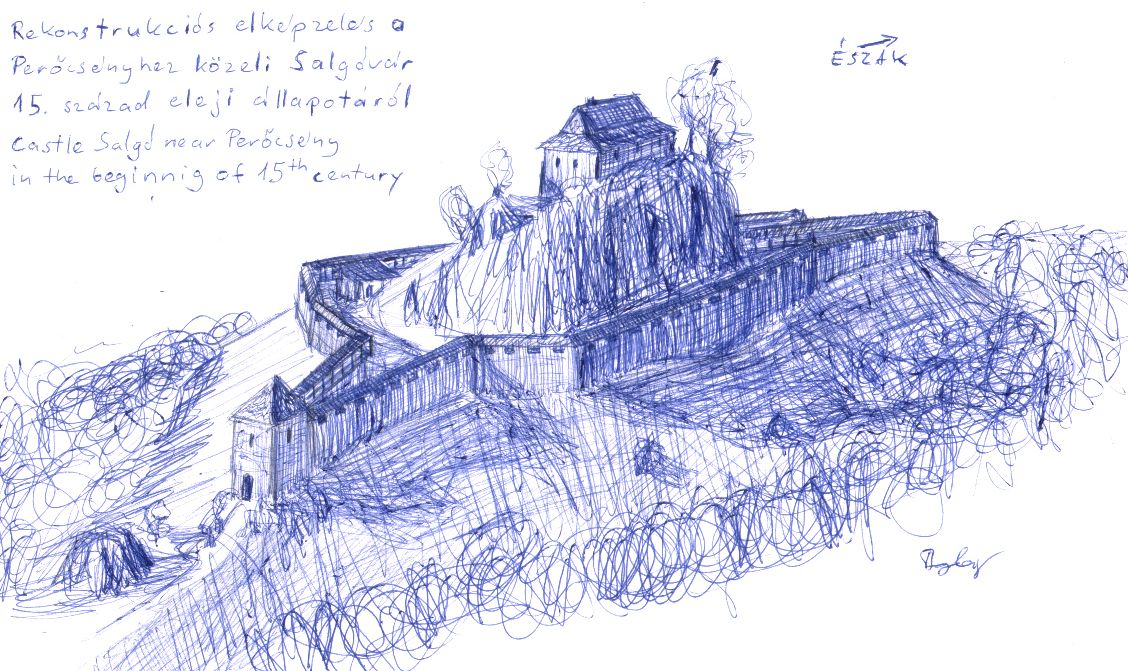
Salgóvár rekonstrukciós rajza

Történetéről nagyon kevés okleveles adat szól és a régészeti feltárás is várat még magára. A várat a vidéket uraló Hontpázmány nemzetség tagjai emeltették birtokközpontként az 1241–1242-es tatárjárás utáni korszakban. A 14. század elején kénytelenek voltak behódolni a Felvidék nagy részét magántartományául megkaparintó Csák Máté oligarchának. Csak a báró 1321-es halála után került királyi kézbe.
Az első róla megemlékező oklevél szerint 1331-ben Dabi Demeter viselte a várnagyi tisztet. A királyi kamarától megvásároló Szécsényi Simon báró számára az értékét elsősorban a környékbeli jobbágyfalvakból álló váruradalom jelentette. A földesúri család ritkán látogatta meg Salgó várát, inkább hollókői várukban tartózkodtak. Az építmény pusztulását későbbi földesura, Salgói Miklós törvénysértő magatartása okozta, akinek 1424-ben Luxemburgi Zsigmond király előtt kellett felelnie a tetteiért. A királyi tanács bűnösnek találta hamispénz-verésben, valamint Garai János báró feleségével, Hedviggel folytatott házasságtörésben, ezért örökös száműzetésre ítélték, négy vára közül kettőt, Salgót és Benevárat a földig romboltatták. A kirendelt mesteremberek lebontották a falait, egyes részét egyben gurították le a meredek hegyoldalon.